# Hierodula transcaucasica
Hierodula transcaucasica es una especie de mantis de la familia Mantidae.

## Distribución geográfica
Se encuentra en Afganistán Turquestán, Irán y los países del Cáucaso.